# Melina Vidler
Melina Vidler (ur. 1993 r. w Queensland w Australii) – australijska aktorka, najbardziej znana z roli Shay Turner w serialu 800 Words.

## Filmografia
- 2015: Mako Mermaids: Syreny z Mako jako Północna Syrena (sezon 3 odcinek 5)
- 2015-2018: 800 Words jako Shay Turner
- 2015: Rake jako Monique (sezon 4 odcinek 5)
- 2016: Brock jako Alexandra Brock
- 2017: Dirty, Clean, & Inbetween jako Sky Stone
- 2018: Summer Night jako Vanessa

## Nagrody i nominacje
TV Week Logie Awards
| Rok  | Kategoria                                                    | Nagroda      | Rola w serialu         | Rezultat | Źródło |
| ---- | ------------------------------------------------------------ | ------------ | ---------------------- | -------- | ------ |
| 2016 | Najlepsza nowa aktorka (Most Outstanding Newcomer – Actress) | Silver Logie | Shay Turner, 800 Words | Wygrana  | [ 2 ]  |